# Blender See
Der Blender See ist ein Naturschutzgebiet im niedersächsischen Landkreis Verden. Es liegt am Ostrand der zur Samtgemeinde Thedinghausen gehörenden Gemeinde Blender.

## Beschreibung
Der Blender See ist ein 6,3 ha großes Naturschutzgebiet. Es hat die Kennzeichen-Nummer NSG LÜ 023. Der eigentliche See hat in Nord-Süd-Richtung eine Länge von etwa 900 m, er ist an der breitesten Stelle etwa 90 m breit.

## Geschichte
Mit Verordnung vom 1. August 1936 wurde das Gebiet „Blender See“ im damaligen Kreis Verden zum Naturschutzgebiet erklärt.